# Епископ бањалучки Василије
Василије (световно име Тихомир Костић; Велики Јовановац, 27. новембар 1907 — Краљево, 23. април 1978) је био епископ бањалучки и жички.

## Биографија
Рођен је 27. новембра 1907. године у селу Велики Јовановац код Пирота, од родитеља Лазара и Данице, земљорадника.
Први светски рат га је омео, те је тек по завршетку рата завршио основну школу у Трњани, а гимназију са малом матуром 1925. године у Пироту, богословију у Сремским Карловцима 1930. и 1934. године, као питомац манастира Јошаница, Православни богословски факултет Универзитета у Београду. Докторирао је као питомац Светог архијерејског синода на Православном богословском факултету Каподистријског универзитета у Атини 1937. године на систематском богословљу са темом „Проблем спасења по учењу Светог Василија Великог“.
Монашки чин је примио 1930. године у манастиру Јошаници, а замонашио га је архимандрит Теодосије Тошић. Патријарх српски Варнава га је 2. јула 1934. године у Сремским Карловцима рукоположио у чин јерођакона. Свештеномонашки чин је примио 3. јула исте године. Епископ охридско-битољски Платон га је 1939. године одликовао звањем синђела. Епископ браничевски Венијамин га је 1941. године у манастиру Жичи одликовао звањем протосинђела.
Други светски рат га је затекао у манастиру Жичи. Немци су га интернирали заједно са владиком Николајем. После завршетка рата одлази код својих родитеља на село, где га је 20. маја, 1947. године затекао избор за епископа бањалучког.

## Епископ
Свечано наречење новоизабраног епископа објављено је у суботу 7. јуна 1947. у Саборној цркви у Београду. Сутрадан, у недељу Свих Светих, обављена је у истој цркви хиротонија епископа Василија. Чинодејствовао је патријарх српски Гаврило уз садејство митрополита црногорско-приморског Арсенија и епископа нишког Јована. Епископ Василије је у својој приступној беседи рекао:
Идем на епархију свих светих, на епархију знаних и незнаних јунака. Идем на епархију поплочану лобањама и костима једне трећине тамошњих православних Срба. Идем на епархију опрану крвљу и сузама најбољих синова и кћери Цркве наше на челу са мучеником Платоном и другим свештеномученицима. Поклонимо се тим светим жртвама; нека им је слава и хвала што не скренуше са пута светосавског... Али, хвала Богу, није срушена Црква Христова. Постоји тамо жива Црква Христова много лепша, скупоценија и драгоценија од зиданих храмова који су дело руку људских. Та „Црква Божја света“ (1. Кор. 3,17), то су верни синови и кћери епархије моје у Крајини Босне поносне од којих су многи и овде присутни.
Епископ Василије Костић је на трон бањалучких епископа ступио 19. јула 1949. године, а приликом ступања на дужност епископа ове епархије није слутио да ће и он страдати као што су страдали и његови свети и мученички претходници.
Без обзира што је духовно и национално био везан за српски православни народ у Босни и што је неретко ридао и проливао сузе над згариштима и рушевинама српских храмова и домова, јамама и сирочићима, гробовима и одузетим црквиштима, епископ Василије је као бањалучки архијереј доживљавао многе непријатности од стране владајућих комуниста.
Дана 18. августа 1953. године, руководиоци Социјалистичког савеза радног народа Југославије у Бањој Луци одржали су на разним местима у Бањој Луци конференције, на којима су нападали владику Василија да не сарађује са народним властима, да је сарадник окупатора, непријатељ данашњице и народа. У Бањој Луци је за 20. август заказан митинг. Људи су лично позивани да дођу на митинг, који је одржан између 6-8 часова увече. На њему су поновљени напади против владике са ранијим паролама и поклицима. Донет је и закључак, да му делегација од девет-десет људи саопшти, да напусти Бању Луку у року од 48 часова. Поменута делегација дошла је у епископију на дан 21. августа око осам и по часова изјутра. Предводили су је просветни инспектор учитељ Драго Зечевић, професор Никола Бабић (историчар) и још неколико особа. Сви чланови делегације ушли су у владикину канцеларију, не поздрављајући се ни с ким. Драго Зечевић је рекао: „По одлуци народа Бањалуке на синоћном митингу, дошли смо да Вам саопштимо, да напустите Бању Луку у року од 48 часова, у противном, за последице не сносимо одговорност. Вама као сараднику окупатора, непријатељу народа и данашњице нема места у Бањој Луци“.
Након овог разговора, владика Василије је упутио званичан акт Градском одбору Секретаријата за унутрашње послове у Бањој Луци. Начелник Секретаријата Ирфан Карабеговић је после подне истога дана вратио акт незаведен и усмено рекао владикиним заменицима, да власт не може владици гарантовати безбедност. У међувремену, стигло је обавештење од патријарха Германа да владика Василије одмах крене за Београд.
Сутрадан, владика Василије се са својим заменицима, протом Врањешевићем и протођаконом Илијом Адамовићем, упутио ка железничкој станици. Од Епископије до станице били су изложени увредама, псовкама и повицима од народа.
На станици су се окупили демонстранти који су владику пљували у лице, вукли за браду, ударали по глави, гађали парадајзом, шљунком и камењем, шутирали, ударали рукама по слабинама, бутинама и леђима. Једна каменица га је погодила у главу изнад десног ува, где је расечена кожа те је дошло до крварења. Каменицом је био погођен по десној обрви и носу. Два пута био оборен на перон и падао преко шина. У општем метежу, поцепана му је била пелерина и горња мантија.
Када се владика коначно нашао у возу, каменицом је разбијен прозор од његовог вагона, а путници су га све време пута вређали. Након доласка у Београд, известио је чланове Синода о догађајима у Бањој Луци.
И поред суровог изгнанства из Бање Луке, епископ Василије је остао на трону Бањалучке епархије све до 1961. године, када је 20. маја исте године на заседању Светог архијерејског сабора СПЦ изабран за епископа жичког са седиштем у Краљеву.
Међутим, комунисти га нису остављали на миру. Владика Василије је био храбар и истинољубив човек. Посебно је критиковао школски систем, за који је говорио да служи комунистима да духовно, морално и национално сакати омладину у школама.
Због тога је почетком октобра 1971. године у селу Брезни код Горњег Милановца одржао беседу у којој је нагласио да се омладина погрешно васпитава и да је српска химна „Боже правде“.
Комунисти су истог дана преко радија напали владику Василија и његов „непријатељски“ говор који је одржао у Брезни. Комунистичке новине су наредних дана биле препуне чланака против владике Василија.
То је било својеврсно припремање терена за покретање прекршајног поступка против владике Василија. Прекршајни поступак је окончан невероватном брзином. У решењу општинског судије за прекршаје из Горњег Милановца епископу Василију Костићу је изречена казна затвора у трајању од тридесет дана. Предмет владике Василија је носио број УП 3760, а „прекршај“ је подведен под члан 2, став 64 Закона о прекршајима против јавног реда и мира.
Владика Василије није хтео да се жали на ово решење судије за прекршаје. Затворску казну је издржао у краљевачком затвору.
Крајем 1971. године, због физичке немоћи услед година, епископ нишки Јован моли владику Василија за помоћ у вршењу епархијских дужности. Епископ Василије се одазива овој молби и са благословом Св. Синода почев од 1972. године дејствује и као заменик епископа Јована до његове смрти 5. фебруара 1975.
Владика Василије је умро у 23. априла 1978. године. Сахрањен је на монашком гробљу у манастиру Жичи.
Решењем Окружног суда у Чачку рехабилитован је 2014. године.
Објављивао је књиге и чланке у црквеној штампи. За живота је објавио следеће књиге:
- „Хилијазам“ Панајота Трембеле (превод),
- „Проблем спасења по учењу Светог Василија Великог“ (докторска дисертација),
- „Учење Светог Атанасија Великог о Светој тројици“ и
- „Улога Српске православне цркве у бањалучком велеиздајничком процесу“.